# Anicet (affranchi)
Pour les articles homonymes, voir Anicet.
Anicet ou Anicetus est un affranchi romain, principalement connu par Tacite comme l'auxiliaire de plusieurs forfaits de Néron.

## Biographie
Anicet est d'abord pédagogue du jeune Néron, puis devient préfet de la flotte de Misène, fonction qu'il exerce en l'an 59 de notre ère, lorsque Tacite le met en scène.
Néron l'implique dans son complot destiné à noyer Agrippine, en simulant un accident naval dans la baie de Baïes. Selon Tacite, Anicetus aurait proposé à Néron de saboter le bateau sur lequel embarquerait Agrippine pour qu'il coule. Bonne nageuse, Agrippine échappe au naufrage, se refugie dans sa villa et envoie un messager chez Néron. Après l'échec de cette tentative, Anicetus pretexte que ce messager est envoyé pour assassiner Néron, et va avec quelques hommes exécuter Agrippine chez elle, le 23 mars 59,.
Néron demande ensuite un nouveau service à Anicetus, l'aider à répudier son épouse Octavie comme adultère, en affirmant avoir été son amant. En récompense de son faux témoignage, Anicetus est seulement exilé en Sardaigne, où il finit ses jours dans une retraite agréable.